# Associazione Calcio Udinese 1973-1974
Questa voce raccoglie le informazioni riguardanti l'Associazione Calcio Udinese nelle competizioni ufficiali della stagione 1973-1974.

## Stagione
Nella stagione 1973-1974 l'Udinese disputa il girone A del campionato di Serie C, con 47 punti ottiene il secondo posto alle spalle dell'Alessandria che ottiene la promozione in Serie B. Retrocedono in Serie D il Savona con 31 punti, la Triestina con 26 punti ed il Derthona con 22 punti.
La squadra friulana viene affidata Massimo Giacomini che però non ottiene l'autorizzazione a sedere in panchina e la società è costretta ad affiancargli Sergio Manente, successivamente unico responsabile. La squadra lotta testa a testa con l'Alessandria per arrivare alla Serie B, ma gli mancano le reti di Giorgio Blasig ceduto al Modena, e si paga anche una partenza di campionato in tono minore. Al termine del torneo i grigi piemontesi prevalgono con sei lunghezze di vantaggio sui bianconeri friulani. Miglior marcatore stagionale con 12 reti Vani Peressin, il difensore Franco Bonora ne mette a segno 9, Tiziano Stevan realizza 7 centri.

## Rosa
| N. |                   | Ruolo | Calciatore         |
| -- | ----------------- | ----- | ------------------ |
|    | Italia (bandiera) | D     | Claudio Beltrame   |
|    | Italia (bandiera) | D     | Franco Bonora      |
|    | Italia (bandiera) | C     | Enrico Burlando    |
|    | Italia (bandiera) | C     | Romeo Comisso      |
|    | Italia (bandiera) | A     | Rosilio Dedè       |
|    | Italia (bandiera) |       | De Pellegrin       |
|    | Italia (bandiera) | C     | Luigi Farina       |
|    | Italia (bandiera) | C     | Ezio Galasso       |
|    | Italia (bandiera) | C     | Michele Girelli    |
|    | Italia (bandiera) | D     | Virginio Iesse     |
|    | Italia (bandiera) | P     | Sigfrido Marcatti  |
|    | Italia (bandiera) | A     | Nicola Martellossi |

| N. |                   | Ruolo | Calciatore          |
| -- | ----------------- | ----- | ------------------- |
|    | Italia (bandiera) | D     | Bernardo Nicoloso   |
|    | Italia (bandiera) | A     | Massimo Nobile      |
|    | Italia (bandiera) | C     | Marino Palese       |
|    | Italia (bandiera) | A     | Guerrino Pellizzari |
|    | Italia (bandiera) | A     | Vanni Peressin      |
|    | Italia (bandiera) | D     | Dario Pighin        |
|    | Italia (bandiera) | C     | Umberto Picco       |
|    | Italia (bandiera) | C     | Sergio Politti      |
|    | Italia (bandiera) | D     | Ido Sgrazzutti      |
|    | Italia (bandiera) | A     | Tiziano Stevan      |
|    | Italia (bandiera) | D     | Pietro Zampa        |
|    | Italia (bandiera) | P     | Adriano Zanier      |

## Risultati

### Serie C

#### Andata
| Arbitro: | Zacchetti (Milano) |

|  |           |              |
|  | Marcatori | 34’ Peressin |

| Arbitro: | Selicorni (Milano) |

|                            |           |                          |
| Farina 16’ Martellossi 81’ | Marcatori | 3’ Dalla Bella 56’ Grion |

| Arbitro: | Lupi (Genova) |

|              |           |  |
| Ardamagni 2’ | Marcatori |  |

| Arbitro: | Frasso (Capua) |

|            |           |                            |
| Stevan 53’ | Marcatori | 64’ Bianchi 81’ Bellinazzi |

| Arbitro: | Lenardon (Siena) |

|             |           |                |
| Paganin 38’ | Marcatori | 17’ Pellizzari |

| Arbitro: | Fuschi (Pescara) |

|             |           |             |
| Galasso 89’ | Marcatori | 90’ Pandrin |

| Arbitro: | Rizza (Siracusa) |

|             |           |  |
| Panucci 69’ | Marcatori |  |

| Arbitro: | Schena (Foggia) |

|                   |           |  |
| Bonora 29’ (rig.) | Marcatori |  |

| Arbitro: | Vitali (Bologna) |

|             |           |                               |
| Ulivieri 9’ | Marcatori | 33’ (rig.) Bonora 79’ Politti |

| Arbitro: | Bei (Roma) |

|                                   |           |  |
| Bonora 47’, 49’ (rig.) Stevan 65’ | Marcatori |  |

| Arbitro: | Busalacchi (Palermo) |

|             |           |                        |
| De Nadai 4’ | Marcatori | 27’ Politti 55’ Stevan |

| Arbitro: | Falasca (Chieti) |

|           |           |  |
| Canzi 66’ | Marcatori |  |

| Arbitro: | Barboni (Firenze) |

|             |           |  |
| Politti 71’ | Marcatori |  |

| Arbitro: | F. Lattanzi (Macerata) |

|  |           |                         |
|  | Marcatori | 1’ Girelli 52’ Peressin |

| Arbitro: | Chiapponi (Livorno) |

|                   |           |                     |
| Peressin 55’, 65’ | Marcatori | 88’ (rig.) Bertogna |

| Arbitro: | Busalacchi (Palermo) |

|            |           |  |
| Basili 64’ | Marcatori |  |

| Arbitro: | Sancini (Bologna) |

|                                                      |           |                                 |
| Stevan 19’ Farina 40’ Bonora 53’ (rig.) Peressin 65’ | Marcatori | 70’ Benvenuto 77’ (rig.) Stella |

| Mantova 20 gennaio 1974 18ª giornata | Mantova        | 0 – 0 | Udinese | Stadio Danilo Martelli (8.800 spett.)\| Arbitro: \| Pieri (Genova) \| |
| Arbitro:                             | Pieri (Genova) |       |         |                                                                       |

| Udine 27 gennaio 1974 19ª giornata | Udinese          | 0 – 0 | Derthona | Stadio Moretti (8.000 spett.)\| Arbitro: \| Crista (Livorno) \| |
| Arbitro:                           | Crista (Livorno) |       |          |                                                                 |

#### Ritorno
| Arbitro: | Lapi (Firenze) |

|                          |           |             |
| Peressin 7’ Burlando 61’ | Marcatori | 25’ Scolati |

| Arbitro: | F. Lattanzi (Macerata) |

|                  |           |                            |
| Grion 84’ (rig.) | Marcatori | 4’, 79’ Stevan 45’ Girelli |

| Arbitro: | Testuzza (Genova) |

|                         |           |            |
| Peressin 24’ 70’ (rig.) | Marcatori | 9’ Beretti |

| Venezia 24 febbraio 1974 23ª giornata | Venezia             | 0 – 0 | Udinese | Stadio Pier Luigi Penzo (12.000 spett.)\| Arbitro: \| Vannucchi (Bologna) \| |
| Arbitro:                              | Vannucchi (Bologna) |       |         |                                                                              |

| Arbitro: | Mattei (Macerata) |

|            |           |         |
| Bonora 66’ | Marcatori | 50’ Dri |

| Arbitro: | Migliore (Salerno) |

|                                 |           |                   |
| Coramini 79’ (rig.) Lazzaro 88’ | Marcatori | 72’ (rig.) Bonora |

| Arbitro: | Turiano (Reggio Calabria) |

|            |           |           |
| Stevan 40’ | Marcatori | 25’ Bosca |

| Arbitro: | Vivarelli (Firenze) |

|              |           |                            |
| Bonanomi 60’ | Marcatori | 15’ Pellizzari 37’ Girelli |

| Arbitro: | Gazzari (Macerata) |

|                                          |           |  |
| Girelli 30’, 77’ Farina 46’ Peressin 50’ | Marcatori |  |

| Arbitro: | Marino (Taranto) |

|               |           |  |
| Fumagalli 28’ | Marcatori |  |

| Arbitro: | Chiapponi (Livorno) |

|                   |           |  |
| Bonora 18’ (rig.) | Marcatori |  |

| Arbitro: | Grillenzoni (Finale Emilia) |

|                                                         |           |          |
| Politti 10’ Farina 31’ Pellizzari 80’ Peressin 83’, 89’ | Marcatori | 8’ Canzi |

| Arbitro: | Esposito (Torre Annunziata) |

|            |           |  |
| Mazzia 78’ | Marcatori |  |

| Arbitro: | Scaccaglia (Parma) |

|                           |           |             |
| Peressin 32’ Burlando 59’ | Marcatori | 37’ Ascagni |

| Arbitro: | Baldoni (Ancona) |

|            |           |              |
| Marchi 77’ | Marcatori | 17’ Burlando |

| Udine 26 maggio 1974 35ª giornata | Udinese          | 0 – 0 | Vigevano | Stadio Moretti (2.000 spett.)\| Arbitro: \| Rizza (Siracusa) \| |
| Arbitro:                          | Rizza (Siracusa) |       |          |                                                                 |

| Arbitro: | Lanzetti (Viterbo) |

|               |           |  |
| Levantacci 8’ | Marcatori |  |

| Arbitro: | Bitocchi (Tivoli) |

|                   |           |  |
| Bonora 42’ (rig.) | Marcatori |  |

| Tortona 16 giugno 1974 38ª giornata | Derthona          | 0 – 0 | Udinese | Stadio Fausto Coppi (400 spett.)\| Arbitro: \| Menotti (Bologna) \| |
| Arbitro:                            | Menotti (Bologna) |       |         |                                                                     |

### Coppa Italia Semiprofessionisti

#### Girone 9
| 26 agosto 1ª giornata |  | – Turno di riposo UDINESE |  |  |

| Arbitro: | Chiapponi (Livorno) |

|            |           |  |
| Farina 89’ | Marcatori |  |

| Belluno 2 settembre 1973 3ª giornata | Belluno        | 0 – 0 | Udinese | Stadio Polisportivo (2.500 spett.)\| Arbitro: \| Foschi (Forlì) \| |
| Arbitro:                             | Foschi (Forlì) |       |         |                                                                    |

| Arbitro: | Baldoni (Ancona) |

|                                            |           |                 |
| D'Alessi 11’ (rig.) Truant 20’ Bertoli 76’ | Marcatori | 47’ Martellossi |

| Arbitro: | Sancini (Bologna) |

|                                  |           |                        |
| Stevan 72’ (rig.) Pellizzari 89’ | Marcatori | 1’ Tormen 37’ Ballarin |